# 谷底平野

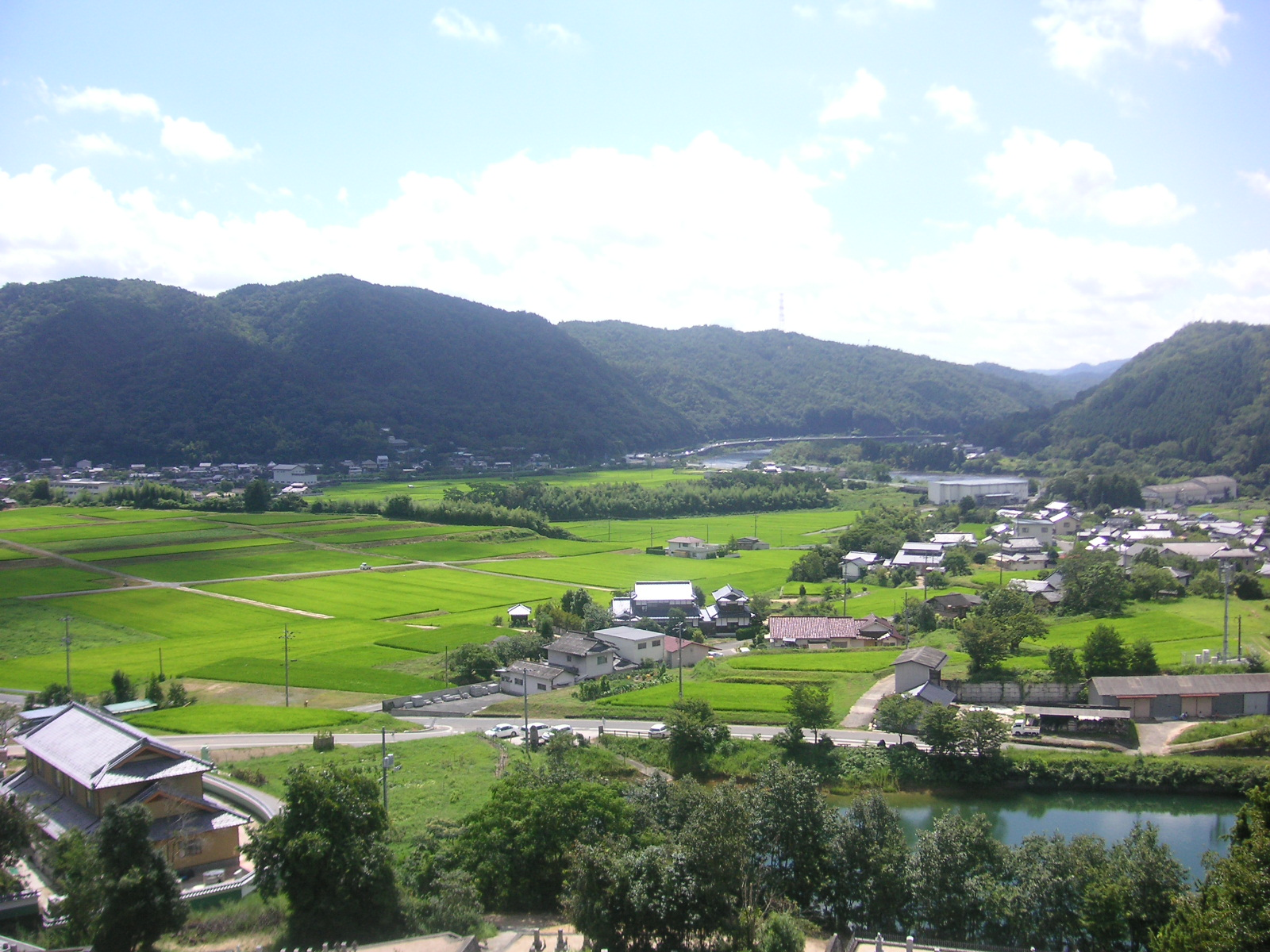
旭川沿いの谷底平野（岡山市北区建部町川口）

谷底平野（こくていへいや、たにぞこへいや、valley plain、valley bottom plain）は、河川によって形成される沖積平野のうち、山地や台地の間にある細長い低平地を指す。河成地形の小地形の一種。谷底平野のうち、河岸段丘を除いた低地の部分は谷底低地という。

## 形成過程
低平地の形成過程の違いにより、谷底堆積低地と谷底侵食低地に区分される。

### 谷底堆積低地
河川が運搬する砕屑物（礫、砂、泥）がV字谷の谷底に堆積し、かつての谷が埋められることで形成される。急峻な山地の間に発達するものの多くは、礫質の堆積物が卓越し、扇状地的な性質をもつ。小起伏の山地や丘陵の間に発達するものの多くは、砂質の堆積物が卓越し、氾濫原的な性質をもつ。低平な台地の間や海岸沿いに発達するものの多くは、泥質の堆積物が卓越し、三角州的な性質をもつ。すなわち、谷底堆積低地の形成過程は扇状地、氾濫原、三角州のいずれかと同様となる。

### 谷底侵食低地
河川の下方侵食（下刻、deepening）によって形成されたV字谷の河床の勾配が緩やかになると、下方侵食よりも側方侵食（側刻、lateral erosion）の作用が相対的に大きくなる。側方侵食によって谷底の幅が増加した低地を谷底侵食低地という。表面には薄い礫質の堆積物がみられるが、一部には基盤岩が露出する。

## 土地利用
大きな河川の上流部では、その地形を利用しダムが建設されることが多い。

## 自然災害リスク

### 谷底堆積低地
谷底堆積低地の自然災害リスクは扇状地的なもの、氾濫原的なもの、三角州的なものによって異なる。扇状地的なものほど、激しい流れの河川氾濫が生じる。三角州的なものほど、氾濫水の流れは緩やかだが、長期間かつ水深の大きな湛水のリスクがある。堆積層の構成物質や厚さは様々であるため地盤の性質も異なる。

### 谷底侵食低地
勾配の急な低地であるため、土石流や流木を含んだ激しい流れの河川氾濫が生じるリスクがある。河川の側方侵食によって周囲の山地斜面は不安定になっている場合があり、斜面の崩壊や支流の土石流、それによる河道閉塞などに注意が必要である。堆積層は非常に薄いため地盤は強固である。そのため地震時の揺れやすさは小さく、液状化のリスクは小さい。